# Gioventù Brindisi Calcio
La Gioventù Brindisi Calcio è stata una squadra della città di Brindisi esistita dal 1973 al 1985.

## Storia
La Gioventù Brindisi nella sua breve vita è riuscita a conquistare una promozione in Serie C2 trovandosi a giocare nel campionato 1982-83 il derby contro il Brindisi. Il bilancio di tale evento, in calendario alla prima giornata di campionato e che non si è mai più ripetuto nella storia calcistica brindisina, è di una vittoria per parte, sempre per 1-0.
Fondata con i colori sociali gialloneri, a richiamare la squadra di pallacanestro Libertas Brindisi, con il tempo la sua divisa assunse le tinte dell'altra squadra del capoluogo.

## Allenatori e presidenti
- 1982-1983  Paolo Franzoni, poi  Pietro Fontana, poi  Enrico Bastiani[3]

## Calciatori
- Antonio La Palma
- Fortunato Loddi
- Mauro Rufo